# Alexis Joseph Vermon
Alexis Joseph Vermon est un homme politique français né le 6 novembre 1754 à Charleville-Mézières (Ardennes) et mort le 11 mai 1832 au même lieu.

## Biographie
Tanneur à Mézières, il est député des Ardennes à la Convention, siégeant avec les modérés et votant la détention de Louis XVI. Il devient juge au tribunal de Mézières sous le Premier Empire. Il est exilé entre 1816 et 1818, à la suite de la loi sur les régicides.

## Sources
- « Alexis Joseph Vermon », dans Adolphe Robert et Gaston Cougny, Dictionnaire des parlementaires français, Edgar Bourloton, 1889-1891 [détail de l’édition]